# Shoshana Ronen
Shoshana Ronen (hebr. שושנה רונן, Szoszanna Ronen) – izraelska i polska filozofka, filolożka i hebraistka narodowości żydowskiej, profesor nauk humanistycznych.

## Życiorys
Urodziła się w Izraelu, ale od początku lat 90. XX wieku mieszka w Polsce. Została nauczycielką akademicką Wydziału Orientalistycznego Uniwersytetu Warszawskiego, gdzie kieruje Zakładem Hebraistyki. Specjalizuje się w etyce, literaturoznawstwie oraz hebraistyce. W 1998 uzyskała na UW stopień doktora nauk humanistycznych w zakresie filozofii na podstawie pracy Nietzsche and Wittgenstein in Search of Secular Salvation (promotor – Marek Siemek). W 2007 otrzymała stopień doktor habilitowanej nauk humanistycznych w zakresie literaturoznawstwa na podstawie pracy Polin – Kraj lasów i rzek: Obrazy Polski i Polaków we współczesnej literaturze hebrajskiej w Izraelu. 20 czerwca 2018 prezydent Andrzej Duda nadał jej tytuł profesora nauk humanistycznych.
Jest zwolenniczką liberalnego podejścia do żydostwa, nie tylko poprzez religijną ortodoksję, a m.in. poprzez judaizm reformowany.

## Życie prywatne
Jej mężem jest Stanisław Obirek.

## Publikacje
- 2015: A Prophet of Consolation on the Threshold of Destruction: Yehoshua Ozjasz Thon, an Intellectual Portrait, ISBN 978-83-8017-055-1.
- 2015: A Romantic Polish-Jew: Rabbi Ozjasz Thon from Various Perspectives (co-editor with Michał Galas), ISBN 978-83-233-3872-7.
- 2007: Polin – Kraj lasów i rzek: Obrazy Polski i Polaków we współczesnej literaturze hebrajskiej w Izraelu, ISBN 978-83-235-0308-8.
- 2002: Nietzsche and Wittgenstein in Search of Secular Salvation ISBN 978-83-88938-03-0.
- 2000: Samouczek języka hebrajskiego i słowniczek hebrajsko-polski (wraz z Michałem Sobelmanem), ISBN 83-214-1192-4.